# Devotio domestica
Devotio domestica a vallási meggyőződés nyilvánításának azon szűkkörű formája, amely a házi ájtatosságra van szorítva. Kétféle neme van: az egyszerű és a minősített (devotio domestica simplex et qualificata).
A német birodalomban a vesztfáliai béke 1648. 34. §-ában állapítja meg először, mégpedig úgy a katolikus, mint az evangelikus hitvallásúak javára azt, hogy akit nem illet meg a nyilvános vagy  magán szabad vallásgyakorlat, azt a devotio domestica illesse meg.
A Habsburg Birodalomban a nem katolikus keresztények a II. József császár 1781. évi türelmi rendeletéig (Toleranzpatent) nem bírtak mindenütt a szabad vallásgyakorlattal, hanem szintén ily házi ájtatosságra voltak szorítva.
Magyarországon a protestánsoknak, a bécsi és linzi békekötéseket becikkelyező törvények dacára, nem volt biztosítva a nyilvános szabad vallásgyakorlat. Amikor az 1681. és 1687. törvények megállapították az artikuláris és nem artikulált helyek közti különbséget és I. Lipót 1691. április 2-án kelt úgynevezett Explanatio Leopoldináját kiadta, ebben a nem artikulált helyekre nézve kizárta az egyszerű devotio domestican túlmenő vallásgyakorlatot. A nem artikuláris helyeken lakók saját és a családbeliek házi ájtatosságaiban nem volt szabad még a szomszédoknak sem résztvenni, annál kevésbé a papnak. A devotio domestica-t II. Józsefnek 1781. évi türelmi parancsa, és főleg az 1791. évi XXVI. és XXVII. törvénycikkek óta úgy az ágostai és helvét hitű evangélikusokra, mint a görögkeletiekre nézve a szabad vallásgyakorlat váltotta fel.